# عبد الرحمن باشا الحيدري
عبد الرحمن باشا الحيدري من وجهاء بغداد في العهد العثماني وأوائل الفترة الملكية في العراق.
تولى رئاسة بلدية بغداد في العهد العثماني مراراً عديدة. ومن أعماله إجراء الماء في القسم الجنوبي من بغداد وتنظيم جادة ناظم باشا، وكان عضواً في مجلس الاستئناف.
أسس في تشرين الأول 1908 حزب المشورة مع بعض من وجهاء العوائل البغدادية المتنفذة مثل عبد الرحمن الكيلاني وعيسى غياث الدين آل جميل والشيخ سعيد النقشبندي.
كما شغل منصب وزير بدون حقيبة وزارية في أول حكومة عراقية برئاسة عبد الرحمن الكيلاني النقيب.
توفي في 12 نيسان 1930 ودفن في الحضرة القادرية.

## روابط خارجية
- خبر يذكر تبرعه بمبلغ 150 روبية لإقامة تمثال تذكاري للجنرال مود، جريدة العرب الصادرة في 22 كانون الأول 1917
- ذكره في جريدة صدى بابل، عدد 7 أيلول 1913